# Kennin-ji

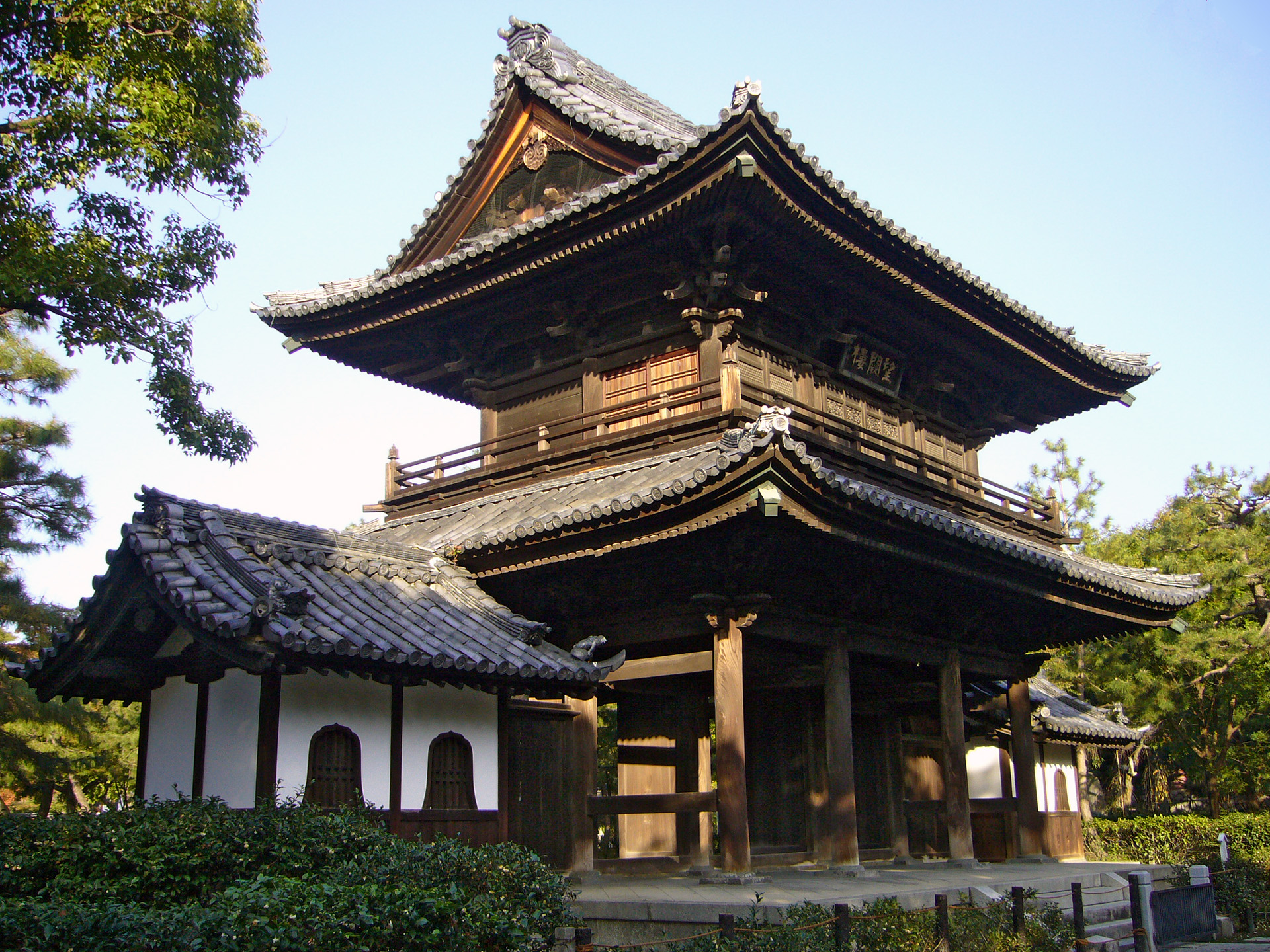
La,

Le Kennin-ji (建仁寺), ou Zuiryusan Kennin-ji (禅居庵 建仁寺), est un temple bouddhiste zen d'obédience de l'école Rinzai situé dans l'arrondissement de Higashiyama-ku à Kyoto, au Japon, dans le district de Gion. On le connaît aussi sous le nom de Marishiten-dō (摩利支天堂). Il fut fondé en 1202 par Eisai. C'est le temple principal de l'école zen Rinzai et le plus ancien du Japon où la doctrine zen fut enseignée la première fois.

## Histoire
Eisai fonda le temple en 1202, à la demande de Minamoto no Yoriie. Il devint le siège de la secte Rinzaï. En 1334, il fut élevé au rang de gozan, l'un des cinq grands temples de Kyōto.
Cette branche du Rinzaï (dépendant donc du Kennin-ji) est l'une des quatorze branches actuelles de la secte Rinzaï au Japon. Aujourd'hui, elle regroupe et contrôle près de soixante-douze temples répartis dans tout le pays, et compte quelque 25 000 adhérents.

## Structure
L'ensemble des bâtiments date du XVIIIe siècle à l'exception de la chūmon (中門, porte centrale) qui date de la création du temple et la pagode à cinq étages, Yasaka-tō (八坂塔), érigée en 1440 et restaurée en 1618. Le temple comprend également des jardins zen.

## Maître Eisai
Le Kennin-ji est également réputé pour être l'endroit où le maître zen Myōan Eisai (Myōan Yōsai) suivit une instruction sur le zen Rinzai et où il est enterré. Une fête de commémoration en  son honneur est célébrée chaque année le 20 avril. Elle est l'occasion d'une cérémonie appelée yotsugashira chakai (四頭茶会), « rencontre de thé à quatre invités ». Durant cette cérémonie, le grand maître de l'École de thé Urasenke fait une offrande de thé au pied de la statue d'Eisai. D'autre part, les moines offrent une tasse de thé, préparé selon une recette qui n'a pas varié au cours des siècles.
Dôgen, le fondateur de la secte Sōtō, a aussi résidé dans ce temple, juste avant et après son voyage en Chine.